# 索列拉
索列拉（義大利語：Soliera），是意大利摩德纳省的一个市镇。总面积51平方公里，人口15226人，人口密度298.5人/平方公里（2009年）。ISTAT代码为036044。